# ダンシング・セブンティーン
『ダンシング・セブンティーン』は、1968年9月5日に日本ビクター（現・JVCケンウッド）の音楽レコード事業部のビクターレコード（現：ビクターエンタテインメント）から発売されたオックスの楽曲である。

## 解説
- 作詞は橋本淳、作曲と編曲は筒美京平である。ホーンを導入したR&Bの傑作として知られる。デビュー曲が依然としてヒットし続けていたため日本ビクターがプロモーション活動に力を入れなかったことが災いしオリコン28位のヒットに留まった。現在でも真木ひでとのステージなどでよく歌われる曲である。
- B面は「僕のハートをどうぞ」（橋本淳 作詞、筒美京平 作曲・編曲）。赤松愛が主唱を担当した。

## 収録曲
両曲共に作詞:橋本淳／作曲・編曲:筒美京平
1. ダンシング・セブンティーン
2. 僕のハートをどうぞ

## カバー
ダンシング・セブンティーン
- 弘田三枝子（1969年） - アルバム『粋なうわさ／橋本淳・筒美京平 ゴールデン・アルバム』収録。
- 郷ひろみ（1975年） - アルバム『ひろみの旅』収録。
- 橋本健次（1997年） - シングル『恋をしようよ』収録。
- THE GARAGE[1]（2000年） - シングル『ガレージ・オープニングソング集 Vol.3』収録。テレビ東京系「ガレージ」オープニングテーマ。
- TOKYO'S COOLEST COMBO（2009年） - アルバム『TOKYO'S COOLEST COMBO IN TOKYO』収録[2]。
- 春風亭昇太（2012年） - アルバム『It’s Show Time　－ざぶとんとおたまじゃくし－』収録。
- ワンリルキス（2013年） - シングル『忘れられないよ』収録。